# 썬크루즈 리조트 & 요트

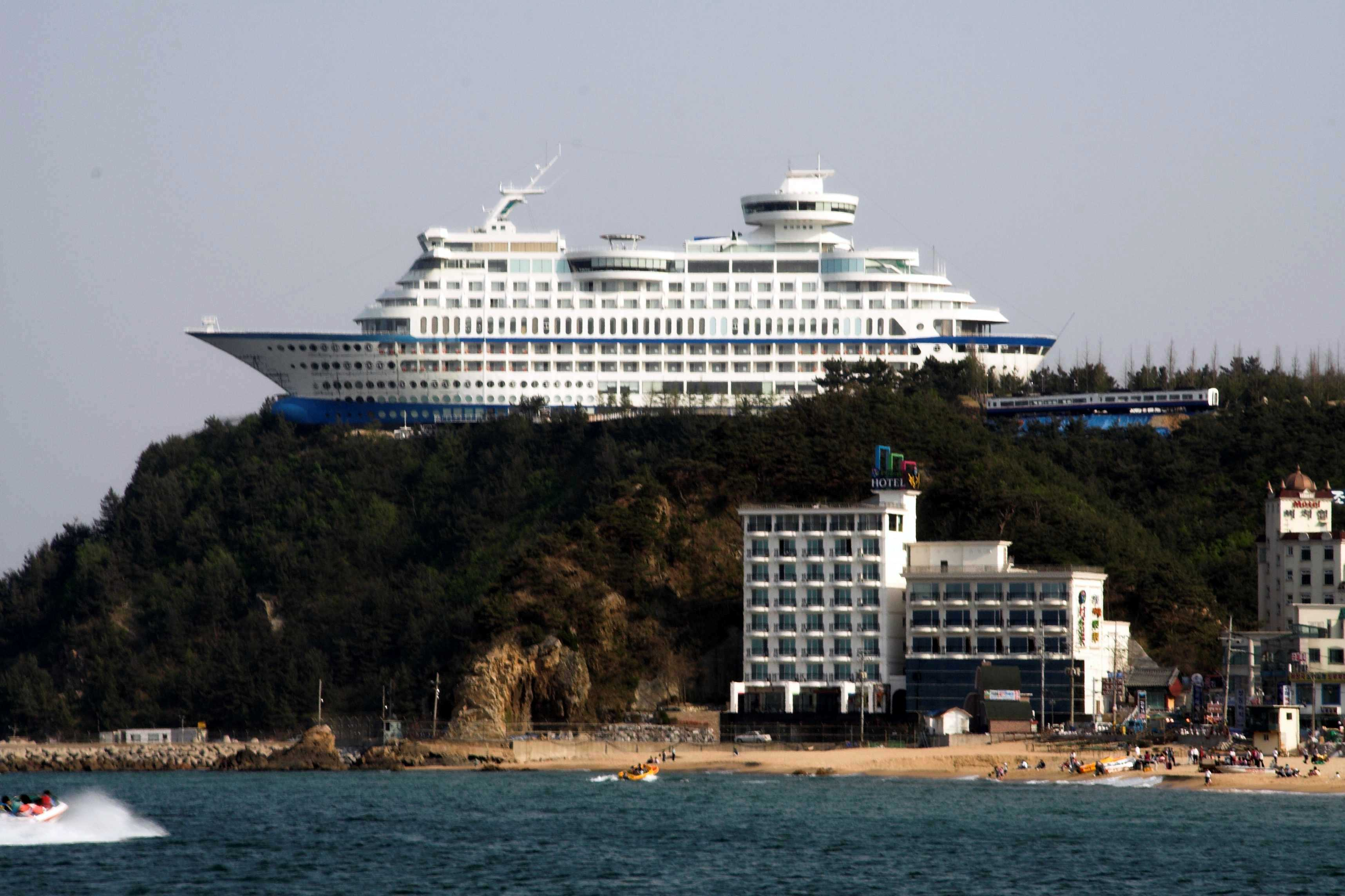

썬크루즈 리조트 & 요트(Sun Cruise Resort & Yacht)는 대한민국 강원도 강릉시 정동진에 2002년에 개장한 호텔 시설이다. 크루즈선을 닮은 모습으로 세계에서 이러한 호텔이 처음이라고 알려졌다. 호텔의 길이는 165 m (541 ft), 높이는 45 m (148 ft)이다.

## 같이 보기
- 정동진
- 정동진역
- 바다열차